# IC 4993
IC 4993 — галактика типу Sm (змішана спіральна галактика) у сузір'ї Павич.
Цей об'єкт міститься в оригінальній редакції індексного каталогу.